# Brian Street
Brian Street (24 de outubro de 1943 — 21 de junho de 2017) foi um professor e antropólogo britânico. Suas pesquisas na King's College de Londres o configuraram como um dos principais teóricos do letramento (literacy), um dos ramos de maior interesse da pedagogia, que procura debater a prática de alfabetização e, principalmente, as diversas práticas sociais da escrita.
Doutor em Antropologia pela Universidade de Oxford sob orientação de Godfrey Lienhardt, promoveu uma mudança na perspectiva alfabetizadora ao inserir as práticas de letramento como simultâneas ao desenvolvimento cognitivo da criança. A linha anglo-saxônica dos estudos do letramento, impulsionada por Street, possibilitou uma série de estudos que consideram a leitura e a escrita relacionadas à cultura, à identidade e aos diversos contextos em que inserem. Durante sua carreira, lecionou, além da King's College, na Universidade de Pensilvânia e na Universidade Federal de Minas Gerais.

## Obras
- Grenfell, Michael (2012). Language, ethnography, and education : bridging new literacy studies and Bourdieu. New York, NY: Routledge. ISBN 9780415872485

- Heath, Shirley Brice (2008). On ethnography: approaches to language and literacy research. Col: Approaches to language and literacy research. New York: Teachers College Press : NCRLL/National Conference on Research in Language and Literacy. ISBN 9780807748664

- Students writing in the university: cultural and epistemological issues. Col: Studies in written language and literacy. Amsterdam ; Philadelphia: John Benjamins Pub. 1999. ISBN 9027218013

- Kalman, Judy; B. V. Street (2012). Literacy and numeracy in Latin America: local perspectives and beyond. New York: Routledge. ISBN 9780415896092

- Sheridan, Dorothy (2000). Writing ourselves: mass-observation and literacy practices. Col: Language & social processes. Cresskill, N.J: Hampton Press. ISBN 1572732776

- Street, Brian V. (1984). Literacy in theory and practice. NY: Cambridge University Press

- Street, Brian V.; B. M. Kroll (1988). «Cross-cultural perspectives on literacy». In:  E. R. Kintgen, M. Rose (eds.). Perspectives on literacy. Carbondale, IL: Southern Illinois University Press. pp. 139–150

- Street, Brian V. (1995). Adult Literacy in the United Kingdom: A History of Research and Practice. Citeseer

- Street, Brian V. (1995). Social literacies: Critical approaches to literacy in development, ethnography and education. London: Longman

- Literacy and development: Ethnographic perspectives. Brian V. Street (ed.). London and New York: Routledge. 2001

- Literacies across educational contexts: Mediating learning and teaching. Brian V. Street (ed.). Philadelphia: Caslon Publishing. 2005

- Street, Brian V. (2005). Navigating numeracies: home/school numeracy practices. Col: Multiple perspectives on attainment in numeracy. Dordrecht, Netherlands: Springer. ISBN 1402036760

- Street, Brian V.; D. Bloome; K. Pahl (2012). «Letter: Learning for Empowerment through Training in Ethnographic-style Research». In:  M. Grenfell, C. Hardy, J. Rowsell (eds.). Language, Ethnography, and Education: Bridging New Literacy Studies and Bourdieu. New York and London: Routledge. pp. 73–88